# Basketbol'nyj klub Chimki 2013-2014
Questa voce raccoglie le informazioni riguardanti il Basketbol'nyj klub Chimki nelle competizioni ufficiali della stagione 2013-2014.

## Stagione
La stagione 2013-2014 del Basketbol'nyj klub Chimki è la 15ª nel massimo campionato russo di pallacanestro, la VTB United League.

## Roster
Aggiornato al 5 maggio 2022
| Chimki Moscow Region 2013-14 | Chimki Moscow Region 2013-14 |
| Giocatori                    | Staff tecnico                |
| ---------------------------- | ---------------------------- |

| N. | Naz.                                       | Ruolo | Nome                | Anno | Alt.   | Peso   |  |
| -- | ------------------------------------------ | ----- | ------------------- | ---- | ------ | ------ |  |
| 5  | Stati Uniti (bandiera)                     | AG    | James Augustine     | 1984 | 208 cm | 107 kg |  |
| 6  | Croazia (bandiera)                         | PG    | Marko Popović       | 1982 | 182 cm | 84 kg  |  |
| 7  | Russia (bandiera)                          | C     | Ruslan Pateev       | 1990 | 213 cm | 110 kg |  |
| 8  | Finlandia (bandiera)                       | PG    | Petteri Koponen     | 1988 | 194 cm | 88 kg  |  |
| 9  | Russia (bandiera)                          | G     | Egor Vjal'cev       | 1985 | 193 cm | 88 kg  |  |
| 10 | Croazia (bandiera)                         | C     | Krešimir Lončar     | 1983 | 210 cm | 105 kg |  |
| 11 | Russia (bandiera)                          | AP    | Stanislav Il'nickij | 1994 | 200 cm | 100 kg |  |
| 12 | Russia (bandiera)                          | AP    | Sergej Monja (C)    | 1983 | 202 cm | 99 kg  |  |
| 14 | Russia (bandiera)                          | C     | Pavel Dušenkov      | 1993 | 206 cm | 103 kg |  |
| 15 | Russia (bandiera)                          | AG    | Nikita Balašov      | 1991 | 207 cm | 90 kg  |  |
| 20 | Francia (bandiera)                         | AP    | Mickaël Gelabale    | 1983 | 201 cm | 98 kg  |  |
| 21 | Stati Uniti (bandiera)                     | P     | Mike Green          | 1985 | 185 cm | 82 kg  |  |
| 24 | Bielorussia (bandiera) · Russia (bandiera) | AG    | Benjamin-Pavel Dudu | 1991 | 200 cm | 100 kg |  |
| 31 | Russia (bandiera)                          | G     | Maksim Čislov       | 1993 | 198 cm | 76 kg  |  |
| 40 | Stati Uniti (bandiera)                     | C     | Paul Davis          | 1984 | 211 cm | 122 kg |  |
| 93 | Russia (bandiera)                          | A     | Aleksandr Zacharov  | 1993 | 202 cm | 95 kg  |  |

| Allenatore                                                                                |
| - Rimas Kurtinaitis                                                                       |
| Assistente/i                                                                              |
| - Jenaro Díaz - / Andrija Gavrilović Legenda - (C) Capitano - (IN) Inattivo - Infortunato |

## Mercato

### Sessione estiva
| Acquisti | Acquisti         | Acquisti           | Acquisti      | Acquisti |
| R.a      | Nome             | da                 | Modalità      |          |
| -------- | ---------------- | ------------------ | ------------- | -------- |
| AP       | Mickaël Gelabale | Minnesota T'wolves | definitivo    |          |
| C        | Ruslan Pateev    | ASU Sun Devils     | definitivo    |          |
| PG       | Marko Popović    | Žalgiris Kaunas    | definitivo    |          |
| AG       | Nikita Balašov   | Kr. Kryl. Samara   | definitivo    |          |
| P        | Mike Green       | Pall. Varese       | definitivo    |          |
| G        | Gleb Plotnikov   | Dinamo Mosca       | fine prestito |          |

| Cessioni | Cessioni          | Cessioni         | Cessioni       | Cessioni |
| R.       | Nome              | a                | Modalità       |          |
| -------- | ----------------- | ---------------- | -------------- | -------- |
| G        | Dmitrij Chvostov  | Nižnij Novgorod  | fine contratto |          |
| G        | K.C. Rivers       | Reno Bighorns    | rescissione    |          |
| P        | Vitalij Fridzon   | CSKA Mosca       | fine contratto |          |
| C        | Aleksej Žukanenko | Lokomotiv Kuban' | fine contratto |          |
| G        | Zoran Planinić    | Anadolu Efes     | fine contratto |          |
| AC       | Matt Nielsen      |                  | ritirato       |          |
| G        | Gleb Plotnikov    |                  | fine contratto |          |